# TCEA2
TCEA2 (англ. Transcription elongation factor A2) – білок, який кодується однойменним геном, розташованим у людей на короткому плечі 20-ї хромосоми. Довжина поліпептидного ланцюга білка становить 299 амінокислот, а молекулярна маса — 33 601.
| 10         |  | 20         |  | 30         |  | 40         |  | 50         |
| ---------- |  | ---------- |  | ---------- |  | ---------- |  | ---------- |
| MMGKEEEIAR |  | IARRLDKMVT |  | KKSAEGAMDL |  | LRELKAMPIT |  | LHLLQSTRVG |
| MSVNALRKQS |  | SDEEVIALAK |  | SLIKSWKKLL |  | DASDAKARER |  | GRGMPLPTSS |
| RDASEAPDPS |  | RKRPELPRAP |  | STPRITTFPP |  | VPVTCDAVRN |  | KCREMLTAAL |
| QTDHDHVAIG |  | ADCERLSAQI |  | EECIFRDVGN |  | TDMKYKNRVR |  | SRISNLKDAK |
| NPDLRRNVLC |  | GAITPQQIAV |  | MTSEEMASDE |  | LKEIRKAMTK |  | EAIREHQMAR |
| TGGTQTDLFT |  | CGKCRKKNCT |  | YTQVQTRSSD |  | EPMTTFVVCN |  | ECGNRWKFC  |

A: Аланін

C: Цистеїн

D: Аспарагінова кислота

E: Глутамінова кислота

F: Фенілаланін

G: Гліцин

H: Гістидин

I: Ізолейцин

K: Лізин

L: Лейцин

M: Метіонін

N: Аспарагін

P: Пролін

Q: Глутамін

R: Аргінін

S: Серин

T: Треонін

V: Валін

W: Триптофан

Кодований геном білок за функцією належить до фосфопротеїнів. 
Задіяний у таких біологічних процесах, як транскрипція, регуляція транскрипції, альтернативний сплайсинг. 
Білок має сайт для зв'язування з іонами металів, іоном цинку, ДНК. 
Локалізований у ядрі.